# …tick… tick… tick…
…tick… tick… tick… (der Originaltitel lautet gleich) ist ein US-amerikanischer Spielfilm aus dem Jahr 1970 von Ralph Nelson. Das Drehbuch verfasste James Lee Barrett. Die Hauptrollen sind mit Jim Brown, George Kennedy, Frederic March und Lynn Carlin besetzt. Seine Weltpremiere hatte das Werk am 9. Januar 1970 in den USA. In Deutschland konnte man den Film erstmals am 20. März 1970 im Kino sehen.

## Handlung
Die meisten Einwohner des kalifornischen Städtchens Colusa sind Schwarze. Als sich erstmals einer aus ihren Reihen, der ehemalige Militärpolizist Jim Price, um das Amt des Sheriffs beworben hat, erhält er deshalb auch die meisten Stimmen. Während der alte Bürgermeister Parks eine neutral abwartende Haltung einnimmt, erweist sich der frühere Sheriff John Little nicht nur als fairer Verlierer, sondern setzt sich nach erstem Zögern immer offener für seinen Nachfolger ein. So bleibt es nicht aus, dass sowohl er als auch Jim Price bald Zielscheibe frecher Provokationen durch Weiße werden. Verärgert reagieren aber auch einige Schwarze, weil sie sich von dem neuen Sheriff eine Bevorzugung erhofft hatten.
Nach und nach muss die gesamte Bevölkerung von Colusa erkennen, dass Jim Price ein guter Griff gewesen ist. Dennoch sind die alten Vorurteile so stark, dass es erst eines äußeren Anlasses bedarf, um sich offen zu einer Parteinahme für den neuen Sheriff durchzuringen: Gemeinsam mit ihm verhindern die Leute von Colusa, dass Bürger einer Nachbarstadt einen jungen Weißen befreien, der betrunken ein kleines Mädchen totgefahren hat und von Price in Haft genommen worden ist.

## Kritik
Der Evangelische Filmbeobachter kommt zu einem lobenden Urteil: „Solid und spannend gebauter Film, der auf einfache und einleuchtende Art falsche Vorurteile abzubauen sucht. Deshalb kann er schon ab 12 empfohlen werden.“ Das Lexikon des internationalen Films bemerkt lapidar, bei dem Film handle es sich um einen „Unterhaltungsfilm auf den Spuren von ‚In der Hitze der Nacht‘“. Die staatliche Filmbewertungsstelle Wiesbaden erteilte dem Werk das Prädikat „Wertvoll“.